# Alessandro Contini-Bonacossi
Alessandro Contini-Bonacossi (* 8. März 1878 in Ancona; † 22. Oktober 1955 in Florenz) war ein italienischer Kunsthändler und Kunstsammler.

## Leben
Alessandro Contini-Bonacossi war der Sohn von Camillo Contini und der Gräfin Elena Bermudez Bonacossi. 1899 heiratete er in Spanien die begüterte Erminia Vittoria Feroldi. Aus der Ehe gingen die Kinder Alessandro Augusto und Elena Vittoria hervor.
Contini arbeitete in der spanischen Zweigstelle der „Chemical Works Ltd. & Co. of Chicago“ und leitete ab 1904 deren Niederlassung in Madrid. 1910 zog die Familie nach Rom. Mit dem Kunsthistoriker Roberto Longhi als Ratgeber etablierte Contini sich nach dem Ersten Weltkrieg dort als Kunsthändler. Er pflegte ein großes Fotoarchiv, um Zuschreibungen zu vergleichen und Fälschungen oder Diebesgut zu erkennen.
Auf wiederholten Reisen in die Vereinigten Staaten trat Contini in Verbindung mit amerikanischen Sammlern wie Felix Warburg, Simon Guggenheim und Jules Bache. 1927 verkaufte er Samuel Henry Kress, dem Besitzer einer Supermarktkette, mehrere hundert Gemälde und Skulpturen. Die Geschäftsverbindung zu Kress konnte er bis 1941 und nach dem Krieg von 1948 bis 1950 fortsetzen. In Italien zählten der Spediteur Achillito Chiesa, der Turiner Industrielle Riccardo Gualino, die Kunsthistoriker Lionello Venturi, Roberto Longhi und Vittorio Cini zu seinen Kunden.
Contini schenkte dem italienischen Staat Kunstwerke und unterstützte staatliche Ausstellungen. Er stattete sieben Räume des Museums der Engelsburg in Rom mit Kunstwerken aus und stiftete dem Stadtmuseum von Bologna zwei Tafelbilder von Vitale da Bologna. Die Galleria Borghese erhielt das Terrakotta-Modell des Grabes von Ludwig XIV. von Bernini. Das Istituto Nazionale di Studi sul Rinascimento im Palazzo Strozzi stattete er mit passenden historischen Möbeln, Keramik sowie Gemälden von Cosimo Rosselli und Andrea Schiavone aus. Im Dom von Prato finanzierte er die Restaurierung der Fresken von Filippo Lippi.
Contini stiftete eine Pietà von Attilio Selva für den während der italienischen Kolonialzeit im libyschen Tripolis errichteten Dom. 1939 wurde er zum Senatore del Regno („königlichen Senator“) ernannt.
Contini machte durch Vermittlung von Gottlieb Reber Bekanntschaft mit Walter Andreas Hofer, dem Kunstagenten von Hermann Göring. Der „Interrogation Report No. 2“ enthält eine Liste von 49 Kunstgegenständen, darunter ein Temperabild von Masolino und zwei italienische Landschaften von Canaletto, die Göring 1941 bei Contini-Bonacossi erwarb.
Nach dem Krieg half ihm der in der Villa I Tatti außerhalb von Florenz ansässige amerikanische Kunsthistoriker Bernard Berenson, sich vor einer alliierten Kommission gegen den Vorwurf der Kollaboration mit den deutschen Besatzungsbehörden zu rechtfertigen.
Seine Sammlung wurde teilweise verstreut. Eine Auswahl, die Werke von Bernini, Paolo Veneziano, Tintoretto, Veronese mit denen der Spanier Goya, Velázquez und Zurbarán vereint, ist in den Uffizien zu sehen.